# 훈령서원
훈령서원(薰嶺書院)은 대한민국 경상북도 청도군에 위치한 조선 시대의 서원이다. 1541년에 창건되었으며, 박양무(朴楊茂), 박계은(朴繼隱), 박맹문(朴孟文), 박란(朴鸞)를 제향하고 있다.